# Leucocodon reticulatum
Leucocodon reticulatum là một loài thực vật có hoa trong họ Thiến thảo. Loài này được Gardner mô tả khoa học đầu tiên năm 1847.